# Halmhattens och Filttofflans julkalender
Halmhattens och Filttofflans julkalender (finska: Heinähatun ja Vilttitossun joulukalenteri) är Yles julkalender från 1993 som bygger på Tiina och Sinikka Nopolas barnböcker om Halmhatten och Filttofflan. Julkalendern regisserades av Maria Asikainen efter ett manus av Tiina och Sinikka Nopola.
2019 ordnade Yle en omröstning för att utse deras bästa julkalender som Halmhattens och Filttofflans julkalender vann med 60% av rösterna.

## Handling
Hemma hos familjen Kattilakoski är det full rulle. Det ska städas, bakas, mixtras och beskådas. Julkort, blommor, gran och mandel. Farfar berättar historien om ritomten som behöver blidkas med godsaker. Det börjar hända konstiga saker i huset - maten försvinner från källaren. Alla misstänks i sin tur vara skyldiga. Kan mattjuven vara tomten själv?

## Medverkande
- Jouko Klemettilä – berättartomte
- Ida Järvinen – Halmhatten
- Nina Nyberg – Filttofflan
- Kari Sorvali – pappa Matti
- Miitta Sorvali – mamma Hanna
- Matti Brandt – farfar
- Sakari Ilvesniemi – pojken
- Eira Soriola – Helga Alibullen
- Kaija Kiiski – Halise Alibullen
- Risto Kaskilahti – polis Rillirousku
- Puntti Valtonen – polis Isonapa[7][8]

## Avsnitt
| Nr | Originaltitel                          | Svensk titel                           |
| -- | -------------------------------------- | -------------------------------------- |
| 1  | Vaari kertoo tontusta                  | Farfar berättar om tomten              |
| 2  | Vilttitossu vierailee ladossa          | Filttofflan besöker ladan              |
| 3  | Tonttu saa kasvisruokaa                | Tomten får vegetarisk mat              |
| 4  | Alibullenin neitien laihdutuskalenteri | Fröknarna Alibullens bantningskalender |
| 5  | Hannan ja Matin joulusiivous           | Hannas och Mattis julstädning          |
| 6  | Juhlat neitien luona                   | Fest hos fröknarna                     |
| 7  | Linnan juhlat                          | Slottsbalen                            |
| 8  | Vaarin juustokoristeet                 | Farfars ostprydnader                   |
| 9  | Hanna soittaa poliiseille              | Hanna ringer polisen                   |
| 10 | Tietäjäkuvaelma                        | Jultablån om de tre vise männen        |
| 11 | Poliisikuulustelu                      | Polisförhöret                          |
| 12 | Kirje joulupukille                     | Brev till jultomten                    |
| 13 | Lucia-neidot                           | Lucia                                  |
| 14 | Joulukorttitalkoot                     | Julkortstalko                          |
| 15 | Alibullenin neidit kuulustelussa       | Fröknarna Alibullen blir förhörda      |
| 16 | Kattilakoskilla lauletaan              | Familjen Kattilakoski sjunger sånger   |
| 17 | Kattilakoskien korttilistat            | Familjen Kattilakoskis kortlistor      |
| 18 | Matti hermostuu                        | Matti tappar nerverna                  |
| 19 | Ansa on viritetty                      | Fällan är gillrad                      |
| 20 | Kuusenhakumatka                        | Julgransutflykten                      |
| 21 | Joulukuusen koristelu                  | Familjen klär julgranen                |
| 22 | Matin joululahjat                      | Mattis julklappar                      |
| 23 | Ruokavaras kiinni                      | Mattjuven åker fast                    |
| 24 | Jouluaatto                             | Julafton                               |

## Visning och utgivning
Serien visades år 2000 i Yle omklippt till en TV-serie på 8 runt 20 minuter långa avsnitt under namnet Halmhatten och Filttofflan julen på spåren (finska: Heinähattu ja Vilttitossu joulun jäljillä).
Julkalendern utgavs 2012 på DVD under titeln Heinähattu ja Vilttitossu joulun jäljillä och ingår även med fem andra julkalendrar i samlingsboxen Rakastetuimmat joulukalenterit från 2020.